# Мохамед ал-Идриси
Абу Абдула Мохамед Ал-Идриси Ал-Куртуби Ал-Хасани ас-Сабти, или само Ал-Идриси (на арабски: أبو عبد الله محمد الإدريسي القرطبي الحسني السبتي; на латински: Dreses; 1100 – 1165), е мюсюлмански андалуски географ, картограф и египтолог, живял в Палермо, Сицилия в двора на крал Рожер II. Мохамед Ал-Идриси е роден в Сеута по време на царуването на династията на Алморавидите и принадлежи към рода на Хамудидите.

## Ранни години
Ал-Идриси е от рода на Хамудидите, знатен род на ислямски владетели от Северна Африка и Ал-Андалус, който претендира, че произхожда от Идрисидите от Мароко и чрез тях е директен наследник на пророка Мохамед.
Ал-Идриси е роден в град Сеута, където неговият прадядо бил принуден да се укрие след прогонването на рода му от Малага от Зиридите от Гранада. Младежът прекарва по-голямата част от младежките си години в пътуване между Северна Африка и Андалусия, с което получава подробна информация за двата региона. Той посещава Мала Азия още на 16 години, а голяма част от образованието си получава в Кордоба.
Ал-Идриси пътува много и из Европа: Португалия, по френския бряг на Атлантически океан и на север достига до английския Йорк (тогава Йорвик).
Поради конфликтите и нестабилността в Ал-Андалус, където вече властват Алмохадите, Ал-Идриси се присъединява към свои съвременници като Абу Ал-Сол в Сицилия, откъдето норманите са прогонили Фатимидите. Там той прекарва осемнадесет години в двора на крал Рожер II.

## Трудове
Идриси създава три основни географски произведения, като обединява арабските знания, събрани от пътешественици и търговци: (1) сребърна планисфера с карта на света, (2) карта на света, съставена от 70 отделни секции, получени с разделянето на Земята на север от екватора на седем климатични зони с равна ширина, всяка от които разделена на свой ред на десет равни части по линиите на географската дължина и (3) географски текст, предназначен за описание на планисферата.

### Картата на Рожер
Най-голяма известност придобива първото от тях – Картата на Рожер (на латински: Tabula Rogeriana) – една от най-точните средновековни карти на познатия тогава свят. Картата е изложена пред монарха върху двуметров сребърен диск-планисфера. По-късно тази карта служи за илюстрация на неговия основен географски труд Kitab nuzhat al-mushtaq, (на латински: Opus Geographicum), с възможен превод Изкушение за човека, мечтаещ да пътува до далечни места, запазен в оригинал и различни преводи. Ал-Идриси е повлиял и вдъхновил пътешественици и откриватели като Ибн Батута, Ибн Халдун, Пири Реис, Христофор Колумб и Вашку да Гама.

### Нузхат ал-Муштак
Основният труд на Ал-Идриси е сборникът с географска информация, чието заглавие освен горепосоченият превод е преведено и като Книга за приятни пътувания в далечни страни или Удоволствие за този, който иска да пресече хоризонта. Трудът е запазен в девет ръкописни преписа, седем от които съдържат карти. Във въведението си Ал-Идриси споменава два свои източника на географски координати: Клавдий Птолемей и арабски астроном (вероятно Исхак ибн Ал-Хасан Ал-Заят), като информира, че е сравнявал устни разкази от различни източници, за да потвърди точността на географските координати.
Съкратена версия на арабския текст е публикуван в Рим през 1592, като това е една от първите арабски книги, някога отпечатани в превод на латински. Друг съкратен вариант на текста е публикуван в Париж през 1619 г. с подвеждащо заглавие География на Нубия. Едва в средата на 19 век е публикуван пълен превод на арабския текст – на френски от Пиер-Амеде Жобер. През 1960 неточностите в изданието Жобер са отстранени и пълният арабски текст е публикуван отново, като това издание достига и до България.

#### Споменаване на островите вСеверно море
Ал-Идриси споменава Ирландия и нейното местоположение (Irlandah-Al-kabirah).. Според него, „от брега на Исландия до Великата Ирландия, времето за плаване е един ден“.

#### Споменаване на Китай
Ал-Идриси споменава, че китайски джонки носят и търгуват с кожи, железни продукти, коприна, както и стъкло от град Ханджоу

#### Споменаване на Америка
Ал-Идриси съобщава в своя географски текст Нузхат ал-Муштак за възможни плавания до Америка.. Това твърдение се основава на превод на проф. Мухамад Хамидуллах, който е спорен Според тази теория андалуски мореплаватели Mugharrarin достигат Саргасово море близо до Бермудите, на хиляди километри от американския континент. Въпреки това, историята, съобщена от Идриси, първа посочва и формулира концепцията на Великите географски открития.

#### Споменаване на България
Новото издание на Идриси в България от 1960 г. съдържа целия арабски текст и е снабдено с български превод и коментар. Трудът съдържа безценен изворов материал за българските и за съседните им земи през XI и XII век. Идриси съобщава за днешните София, Стара Загора, Мачин, Шумен, Търговище, Ниш, Скопие, Родосто, Малешево, Струмица, Мелник, а също така за изчезнали градове като Авли. Преводът се превръща в събитие в медиевистиката и дава възможност да се запълни една съществена празнота в изследванията на стопанския облик на българските градове в периода на византийското владичество. Характерното за Идриси е това, че когато разказва за градовете на Балканския полуостров, почти не засяга или много рядко засяга занаятчийското производство в тях. Идриси е придворен географ на краля на „Сицилия, Италия, Ломбардия и Калабрия“ в период, когато италиански търговци систематически навлизат в Балканския полуостров. Вероятно Географията на Идриси е предназначена да ориентира в кои градове и градски райони могат да се закупят зърнени храни, от които най-много се интересуват по това време италианските търговци, и да се намери „многолюден пазар“ за докараните от тях стоки.
Освен към географията, Идриси проявява интерес и към медицината и неговият труд Kitāb al-adwiya al-mufradah („Книга за простите лекарства“), в който са посочени имена на лекарства на 12 езика, демонстрира и лингвистичните му способности. Имал е и литературни интереси и сам той е пишел стихове.

## В популярната култура
- Ал-Идриси е главен герой Тарик Али в книгата Султан в Палермо.
- Ал-Идриси и неговите идеи са споменати от Паскал Мерсие в книгата Нощен влак за Лисабон.
- Идриси е оказал сериозно влияние върху европейски автори като Марино Сануто-старши, Антонио Mалфанте, Хауме Ферер и Алонсо Фернандес де Луго.
- ИДРИСИ ГИС – система, разработена от университета Кларк, е наречена в чест на Мохамед Ал-Идриси
- През 2010 г. правителството на остров Мавриций откри възпоменателна плоча с планисферата на Ал-Идриси в порт Луи.[10]

## Географските карти на ал-Идриси
- Индийският океан
- Каспийско море и днешен Азърбайджан
- Северният бряг на Мраморно море
- Балкански полуостров
- Балкански полуостров
- Пиренейски полуостров
- Пиренейски полуостров.
- Текст относно Финландия
- Река Сенегал